# Tim Wiese
Tim Wiese (sinh ngày 17 tháng 12 năm 1981 ở Bergisch-Gladbach) là một đô vật chuyên nghiệp và cựu thủ môn bóng đá người Đức.

## Sự nghiệp câu lạc bộ

### Fortuna Koln
Anh bắt đầu sự nghiệp ở đội trẻ Bayer Leverkusen trước khi chuyển tới Fortuna Koln, ở đây anh đã có trận ra mắt ở giải hạng ba nước Đức vào năm 2000.

### Kaiserslautern
Anh chuyển tới đội bóng ở Bundesliga Kaiserslautern vào kì chuyển nhượng mùa đông 2001-02 và chơi cho đội dự bị ở giải hạng ba cũng như làm dự bị cho Georg Koch và Roman Wetdenfeller ở đội một.Với việc Weidenfeller chuyển sang Borussia Dortmund, anh cùng Koch phải tranh nhau cho một vị trí chính thức trong khung thành và có trận ra mắt ở Bundesliga vào đầu mùa giải 2002-03, khi thay thế cho Koch sau khi anh này để thủng lưới bốn bàn trong hai trận.Tuy nhiên sau kì nghỉ đông, anh đã đảm bảo cho mình một vị trí chính thức trong khung thành và nổi lên như một trong những thủ môn tài năng ở Bundesliga.Anh được coi như là vị trí số một ở mùa giải 2003-04, mặc dù bị đuổi khỏi sân ở trận đấu thứ hai của mùa giải (chiếc thẻ đỏ duy nhất của anh trong sự nghiệp đến bây giờ).Anh được làm thủ môn số một của Kaiserslautern cho tới cuối tháng 11 năm 2004, khi anh mất vị trí vào tay Thomas Ernst.

### Werder Bremen
Wieser chuyển tới Bremen vào năm 2005 và được nhắm để thay thế Andreas Reinke, nhưng chấn thương đã khiến anh bỏ lỡ lượt đi của mùa giải.Ở lượt về, với chấn thương của Reinke trong trận tiếp VfB Stuttgart vào tháng 2 năm 2006, Wiese có trận ra mắt ở Bundesliga cho Werder Bremen và được coi như thủ môn số một của đội bóng trong phần còn lại của mùa giai 2005-2006.
Tuy nhiên, Wiese có một khởi đầu không tốt, phong độ không tốt của anh được chứng minh ở sai lầm trong trận đấu với Juventus ở vòng hai UEFA Champions League vào ngày 7 tháng 3 năm 2006.Khi trận đấu chỉ còn hai phút nữa để Bremen được vào tứ kết, anh có một pha bắt bóng không chắc và để bóng bật ra, tạo điều kiện cho Emerson ghi bàn và Juventus được vào tứ kết. Tuy nhiên, sau đó anh đã lấy lại được phong độ, và là nhân tố quan trọng giúp Bremen có được vị trí thứ hai vào mùa giải 2005-06 từ tay Hamburger SV.Mặc dù đã lấy lại được phong độ, song anh vẫn bị ám ảnh bởi sai lầm trong trận tiếp Juventus, sai lầm mà sau này bóng đá thế giới vẫn còn nhắc đến.
Ở mùa giải 2006-07, anh đã chiếm được vị trí số một trong khung thành của Werder Bremen và chỉ lỡ ba trận ở Bundesliga cả mùa giải.Vào mùa giải 2008-09, trong trận bán kết cúp bóng đá Đức gặp Hamburger SV, Wiese giúp Werder Bremen vào chung kết sau khi cản được 3 quả đá phạt đền.

## Thi đấu quốc tế
Anh có trận ra mắt trong màu áo đội tuyển Đức trong trận tiếp đội tuyển Anh vào ngày 19 tháng 11 năm 2008, khi anh vào sân thay cho Rene Adler ở đầu hiệp hai.